# 古川琴音
古川琴音（日语：／ Furukawa Kotone；1996年10月25日—），日本女演員，出身自神奈川縣，humanite旗下藝人。

## 作品列表

### 電視劇
- 繼母與女兒的藍調 第9集（2018年9月11日，TBS）：飾演
- 一定要喜歡社團活動嗎？（2018年10月23日 － 12月25日，日本電視台）：飾演 小森（女主角）
- 凪的新生活 第4、5集（2019年8月9日、16日，TBS）：飾演
- 诈欺刑警 第3話（2019年9月14日，NHK総合）：飾演 福田亜佐美
- 晚安，对岸再会（2019年9月20日，TOKYO MX）：飾演
- 絕對零度〜未然犯罪潛入捜査〜 第3集（2020年1月20日，富士電視台）：飾演 安達智花
- U-NEXT presents「还会与你相见3次」（2020年3月31日，關西電視台・富士電視台）：飾演 河合花
- 亲爱的妮娜（2020年7月18日 - 9月5日，富士電視台）：飾演
- 出租什麼都不做的人 第9話（2020年9月9日，東京電視台）：飾演 小川優季
- 歡呼 第92 － 120集（2020年10月20日－11月27日，NHK）：飾演 古山華
- 這份愛要加熱嗎？（2020年10月20日－12月22日，TBS）：飾演 李思涵
- 流行感冒（2021年3月27日，NHK BS4K / 4月10日，NHK BS Premium / 11月6日，NHK総合）：飾演 石
- 喜劇開場（2021年4月17日 － 6月19日，日本電視台）：飾演 中濱紬
- 前科者 -新人保護司·阿川佳代-（2021年11月20日 － 12月25日，WOWOW）：飾演 田村多實子
- 特集Drama「偶像」（2022年8月11日，NHK総合 / 8月29日，BS4K・BS Premium）：主演・明日待子
- 岸邊露伴一動也不動 第7話「ホットサマー・マーサ」（2022年12月26日，NHK総合）：飾演
- 怎麼辦家康 第7回（2023年2月19日 － ，NHK）：飾演 千代
- Pending Train－8時23分，明天和你在一起（2023年4月21日 － 6月23日，TBS）：飾演 渡部玲奈
- 犬神家一族（2023年4月22日・29日，NHK BS4K・BS Premium）：飾演 野々宮珠世（女主角）
- 与母亲一起（2024年2月18日，Home Drama Channel）：飾演 清美
- ACMA:GAME 惡魔遊戲（2024年4月7日 - 6月9日，日本電視台） - 飾 眞鍋悠季
- 海的開始（2024年7月1日 - ，富士電視台）：飾演 南雲水季

### 網路劇
- 亲爱的妮娜（2020年5月17日 - 7月6日，FOD）：飾演
- 要稍微再加熱那份戀情嗎？（2020年10月20日 - 12月22日，Paravi）：主演・李思涵
- THE LIMIT 第2話「タクシーの女」（2021年3月12日，Hulu）：飾演 里美
- 幽☆遊☆白書（2023年12月14日，Netflix）：飾演 牡丹

### 電影
- 三更半夜居然要香蕉 爱的真实故事（2018年12月28日）：飾演 由美
- 吉娃娃（2019年1月18日）：飾演
- 十二個想死的少年（2019年1月25日）：飾演 蜜花
- 21世纪女子「回転てん子とどりーむ母ちゃん」（2019年2月8日）
- 蒲田前奏曲 第1番「蒲田哀歌」<大過去>（2020年9月25日）：主演・野口セツ子
- 周围有婴儿的哭声吗？（2020年11月20日）
- 花束般的戀愛（2021年1月29日）：飾演 中川彩乃
- 在街上（2021年4月9日）：飾演 田辺冬子（女主角）
- 春（2021年10月1日）：主演・
- 偶然與想像「魔法（也比不上的虛幻）」（2021年12月17日）：主演・芽衣子
- 春心萌動的老屋緣廊（2022年6月17日）：飾演 米田優
- 即使，這份戀情今晚就會從世界上消失（2022年7月29日）：飾演 綿矢泉
- Scroll（2023年2月3日）：飾演 私
- 左轮百合（2023年8月11日）：飾演 琴子
- 愿大家拥有幸福（2024年1月19日）：主演・孫
- （2024年2月10日）：主演・日和
- 不能說的·秘密（2024年6月28日）：飾演 內藤雪乃
- 劇場版 ACMA:GAME 最終之鑰（2024年10月25日）：飾演 真鍋悠季

### 動畫電影
- A NEW DAWN（2025年）：主演・式森薰（與萩原利久雙主演）[1]

### MV
- Helsinki Lambda Club「PIZZASHAKE」（2018年）
- Karin.「青春脱衣所」（2019年）
- ラッキーオールドサン「街の人」（2020年）
- 菅田將暉「虹」（2020年11月25日）：飾演 菅田將暉的妻子

## 外部連結
- 經紀公司個人資料頁面（日語）
- 古川琴音的Instagram帳戶

1. ↑  . MANTANWEB. 2025-01-15  [2025-01-15]. （原始内容存档于2025-01-17） （日语）.